# Теремово
Теремо́во — деревня в Старорусском районе Новгородской области, входит в состав Новосельского сельского поселения.
Расположена на 32 км автодороги Старая Русса — Холм. Ближайшие населённые пункты — деревни Пробуждение (6 км), Санаковщина (1,5 км севернее) и примыкающая вплотную с севера — Горбовастица. Площадь территории деревни 38,8 га.
По южной окраине протекает река Белка — левый приток Порусьи.
В Новгородской земле эта местность относилась к Шелонской пятине. На карте 1915 года деревня указана как Теремова. До апреля 2010 года деревня входила в состав ныне упразднённого Пробужденского сельского поселения.
В деревне родился Герой Советского Союза Соколов, Дмитрий Иванович (1924—1992).

## Примечания

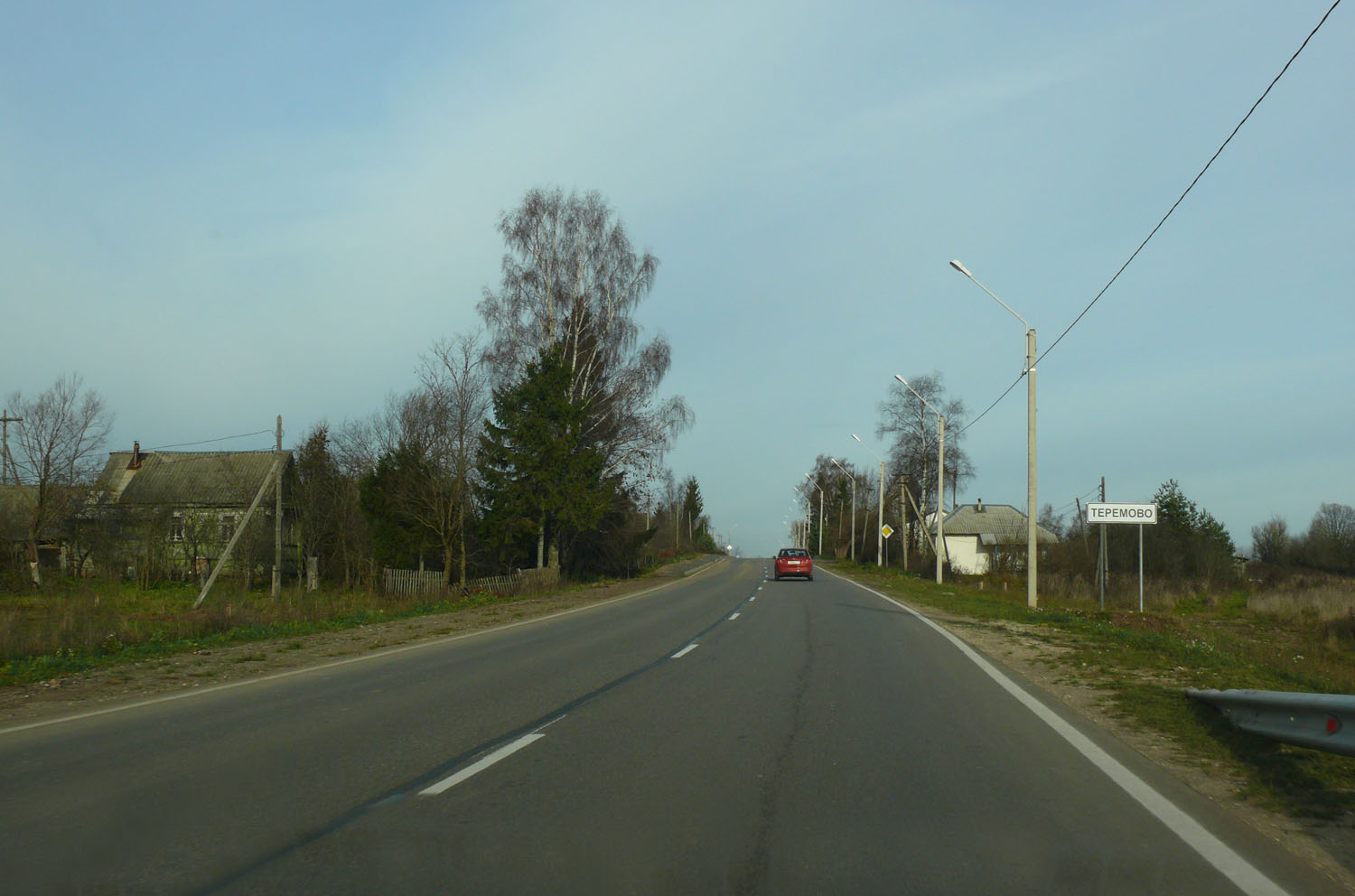
Въезд в деревню со стороны Холма

## Население
| 2010 | 2011 |
| ---- | ---- |
| 20   | →20  |